# 札幌市交通局8500形電車
札幌市交通局8500形電車（さっぽろしこうつうきょく8500がたでんしゃ）は、札幌市交通局が1985年に導入した札幌市電の路面電車車両である。

## 概要
1985年（昭和60年）、700形置き換えのため20年ぶりの新製車として登場、同5月13日から運行を開始した。路面電車での実用例としては熊本市電8200形に次いで2番目となるVVVFインバータ制御、誘導モーターを採用した。駆動方式は札幌市電初のカルダン式となり、回生ブレーキ、シェブロン台車なども採用した。接客設備では、ステップの3段化、ラインデリア、前面大型方向幕、側面方向幕などが新たに採用された。前扉はA810形以来の折戸となった。塗色はクリーム地にグリーン濃淡の帯とした。702号・703号が代替で廃車となっている。
積雪地である札幌の事情を鑑み、1980年代に全国各地に登場した軽快電車と異なり、機械的ブレーキにはディスクブレーキではなく踏面ブレーキを、ブレーキシューには炭素配合の特殊鋳鉄制輪子を、またマスコン（主幹制御器）も縦軸ツインレバー式のツーハンドルを採用している。また、降雪時には弱いブレーキをかけながら力行しなければならない場合が生じることから、当初の制動優先の仕様から、のちに力行優先に改められている。
2012年には、RCTサイリスタインバータが老朽化したことから、IGBTｰVVVFインバータに更新した。
|        | 製造   | VVVF更新 | 方向幕更新     | 車体改修       | 廃車   |
| ------ | ------ | -------- | -------------- | -------------- | ------ |
| 8501号 | 1985年 | 2012年   | 2014年～2015年 | －             | 2023年 |
| 8502号 | 1985年 | 2012年   | 2014年～2015年 | 2021年～2022年 |        |

## 製造
1985年3月に8501号・8502号が川崎重工で製造された。

## 改造
方面幕更新
2014年（平成26年）度から前面・側面の方向幕を幕式からLED表示に切り替える更新が始まり、翌年には全車両にて更新が完了した。2015年（平成27年）度の路線環状化に合わせたものと思われる。
車体改修
新型車両へ更新するまで使用する既存車両のうち、未改修で劣化の進んでいる当形式について延命改修を行う計画があり、2021年（令和3年）度に8502号の改修が行われ、2022年3月に完了した。配管などの更新、前照灯や尾灯のLED化、降車ボタンや車内表示器の更新などが実施された。。一方8501号は改修されることなく、2023年（令和5年）に廃車された。

## 全面広告車両

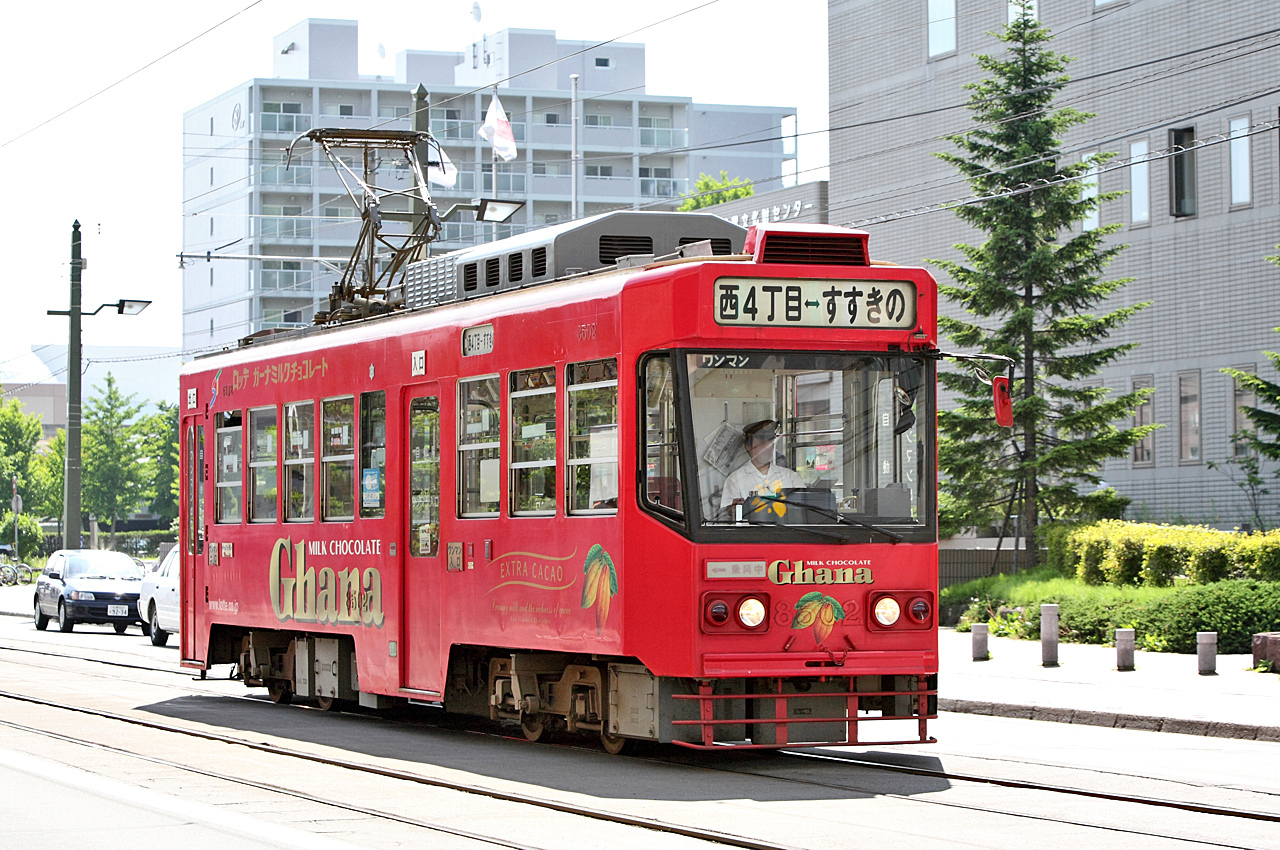
8502号

かつては8501号が2008年（平成20年）1月頃までセデスの、2010年（平成22年）頃までビッグ、8502号が2021年（令和3年）冬頃までロッテガーナミルクチョコレートの全面広告車だった。
2022年（令和4年）4月時点では、2両ともCIカラー（STカラー）の標準塗装になっていた。
2023年（令和5年）9月1日より8502号が、同年7月に開業した商業施設「moyuk SAPPORO」の運営事務所とタイアップしたラッピング電車となった。

## 廃車
8501号 - 2023年（令和5年)8月に廃車された。
8501号の廃車により、8500形は8502号のみとなった。